# Долгов, Иван Александрович
Ива́н Алекса́ндрович Долго́в (25 ноября 1897 года — 20 апреля 1986 года) — советский военный деятель, генерал-майор Советской армии, участник Первой мировой, Гражданской и Великой Отечественной войн. Начальник Свердловского (1950—1954) и Калининского (1954—1957) суворовских военных училищ. Автор книги «Золотые звёзды калининцев».

## Биография
Родился в селе Юманай Симбирской губернии (ныне Шумерлинский район, Чувашия).
После окончания сельской школы поступил в Ядринское реальное училище. Всё лето 1915 года проработал в госпитале для раненных, прибывших с фронтов Первой мировой войны. В 1917 году Долгов окончил реальное училище, а затем по мобилизации был направлен поступать в Павловское военное училище. 1 июля 1917 года он начал службу в Русской армии.
В Рабоче-крестьянской Красной армии с 1919 года, участник Гражданской войны. Воевал под началом Василия Ивановича Чапаева. Прошёл путь от начальника штаба стрелкового полка до начальника оперативного отдела штаба армии.
В 1939 году окончил Военную академию имени М. В. Фрунзе.
Участник Великой Отечественной войны. Прошёл боевой путь от Кобрина до Брянска. Воевал на Западного, Центрального, Брянского фронтов, участник Курской битвы, форсирования Днепра, Гомельско-Речицкой и Восточно-Прусской операций.
В 1943 году Долгову было присвоено воинское звание «генерал-майор».
С апреля 1949 года служил начальником штаба 13-й армии Прикарпатского военного округа. В ноябре 1950 года назначен на должность начальника Свердловского суворовского военного училища (ныне — Екатеринбургское суворовское военное училище). В феврале 1954 года возглавил Калининское СВУ (ныне — Тверское суворовское военное училище).
В 1957 году Долгов ушёл в запас в звании генерал-майора. На пенсии провёл большую исследовательскую работу, собрав данные о Героях Советского Союза — уроженцах Калининской области. Итогом многолетних исследований стала книга «Золотые звёзды калининцев», впервые опубликованная в 1961 году Калининским областным книжным издательством. Второе, дополненное издание в двух томах было опубликавано издательством «Московский рабочий» в 1969 году.
Скончался Долгов 20 апреля 1986 года в Калинине.

## Награды

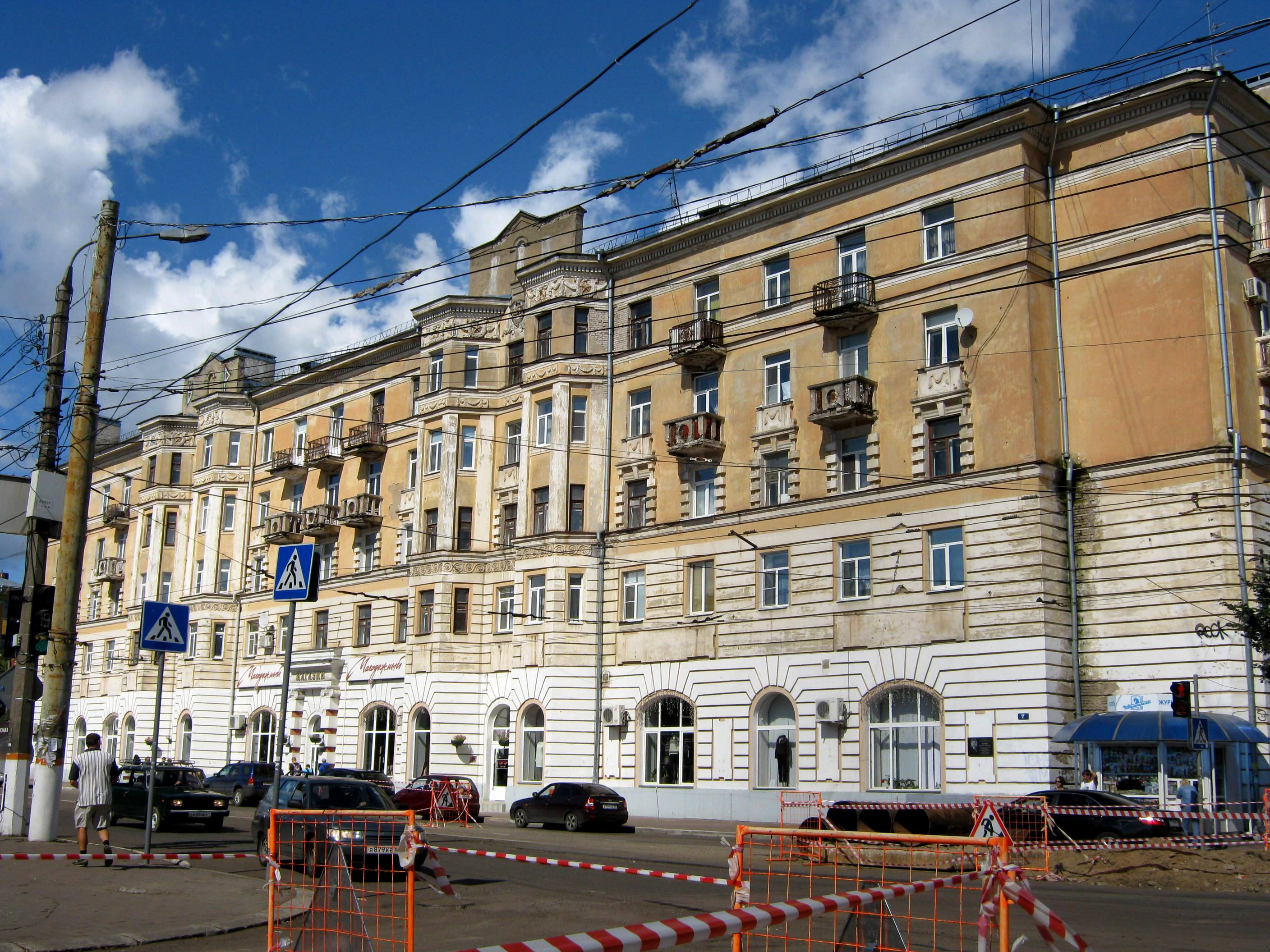
Дом, в котором с 1954 года по 1986 год жил Долгов (Новоторжская улица, дом 7)

- Орден Ленина (21 февраля 1945 года) [1][4]
- Три ордена Красного Знамени (12 августа 1943 года[5], 3 ноября 1944 года[4], 15 ноября 1950 года[4])
- Орден Кутузова II степени (10 апреля 1945 года)[6]
- два ордена Отечественной войны I степени (8 мая 1944 года[5], 6 апреля 1985 года[7][8])
- Орден Красной Звезды (31 января 1943 года)[5]
- пять медалей[2]

## Память
На доме в Твери, где с марта 1954 года по апрель 1986 года жил Долгов (Новоторжская улица, дом 7), в 2014 году была установлена мемориальная доска. Её торжественное открытие состоялось 24 ноября 2014 года. Инициаторами установки памятной доски выступили ветераны военно-морского флота, проживающие в Твери.
Имя Долгова занесено в «Золотую книгу Твери».